# Keila (Stadt)

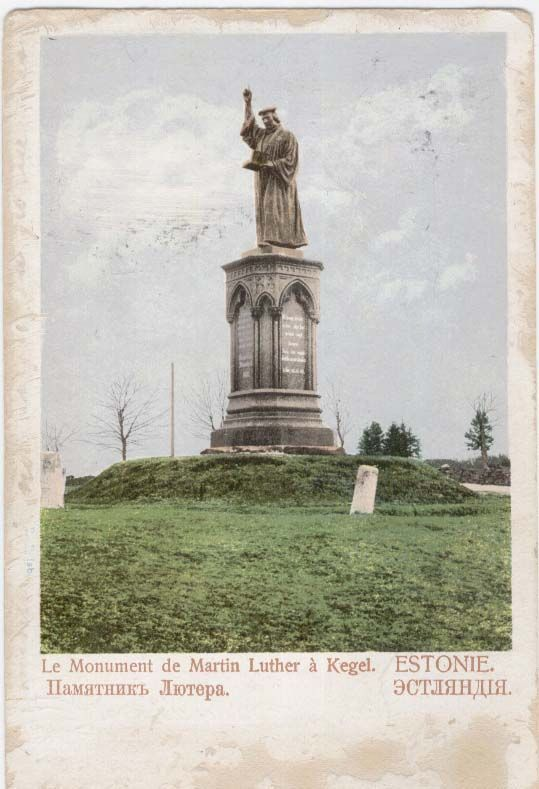
Lutherdenkmal um 1900

Keila (deutsch: Kegel) ist eine Stadt in Nordestland.

## Lage
Keila liegt im Kreis Harju am Keila-Fluss. Die Stadt befindet sich 25 km westlich der estnischen Hauptstadt Tallinn.

## Geschichte
Keila wurde erstmals 1241 im Liber Census Daniæ als Keikal urkundlich erwähnt, nachdem 1219 die Dänen Nordestland erobert hatten. Bereits Ende des 13. Jahrhunderts, kurz nach der endgültigen Christianisierung Estlands, wurde dort eine Steinkirche errichtet, die bis heute erhalten ist.
Im 15. und 16. Jahrhundert errichtete der Schwertbrüderorden eine Ordensburg, um die sich ein bürgerliches Gemeinwesen bildete. Keila wurde im Livländischen Krieg (1558–83) fast vollständig zerstört. Vor allem einem Angriff polnischer Einheiten 1567 fiel die Stadt zum Opfer. Die überlebende Bevölkerung starb größtenteils 1601/02 bei einer Hungersnot und einer anschließenden Pestepidemie.
Durch den Bau der Eisenbahn von Tallinn nach Paldiski 1870 erlebte die Stadt einen wirtschaftlichen Aufschwung. Die Strecke wurde nach dem deutschen Namen Keilas scherzhaft Kegelbahn genannt.
Am 1. Mai 1938 wurden Keila die Stadtrechte verliehen.
In der Zeit der sowjetischen Besetzung wuchs die Stadt weiter. Es entstanden eine Plattenbausiedlung am Rande der Stadt und ein 1956 fertiggestelltes Kulturhaus im Stil des Sozialistischen Klassizismus. 2001 wurde das moderne Gesundheitszentrum Keila mit Fitnessstudio und Hallenbad eröffnet.
Seit 1995 befindet sich das einzige estnische SOS-Kinderdorf in Keila.
| Jahr      | 2006  | 2017  | 2018  | 2025   |
| --------- | ----- | ----- | ----- | ------ |
| Einwohner | 9.386 | 9.695 | 9.775 | 11.024 |

## Sehenswürdigkeiten
Das 1988 eröffnete Heimatmuseum des Landkreises Harju befindet sich im historischen Gutshaus Kegel aus dem 19. Jahrhundert.
Die Michaeliskirche von Keila war lange Zeit die größte mittelalterliche Steinkirche im heutigen Kreis Harjumaa. Der Altartisch, die Kanzel und Schnitzereien stammen aus dem 17. Jahrhundert. 1851 wurde der Kirche ein Turm im neugotischen Stil angebaut.
Die Überreste der Ordensburg von Kegel befinden sich im 22,4 Hektar großen Jõepark.
Von 1862 bis zu seiner Zerstörung durch die sowjetischen Besatzungsbehörden 1949 stand bei Keila ein Lutherdenkmal, eines der größten Standbilder Martin Luthers in Osteuropa und das einzige im Russischen Kaiserreich. Die Figur war sechs Meter hoch und weithin sichtbar.

## Städtepartnerschaften
Keila listet sieben Partnerstädte auf:
| Stadt      | Land        | seit |
| ---------- | ----------- | ---- |
| Barsbüttel | Deutschland |      |
| Birštonas  | Litauen     |      |
| Tschiatura | Georgien    | 2009 |
| Huittinen  | Finnland    |      |
| Kerava     | Finnland    | 2012 |
| Nacka      | Schweden    |      |
| Sigulda    | Lettland    |      |

## Infrastruktur
Keila liegt an den Fernstraßen Põhimaantee 8 und Põhimaantee 11. Vom Bahnhof Keila führen Strecken nach Turba, nach Paldiski und in die Hauptstadt Tallinn.

## Galerie

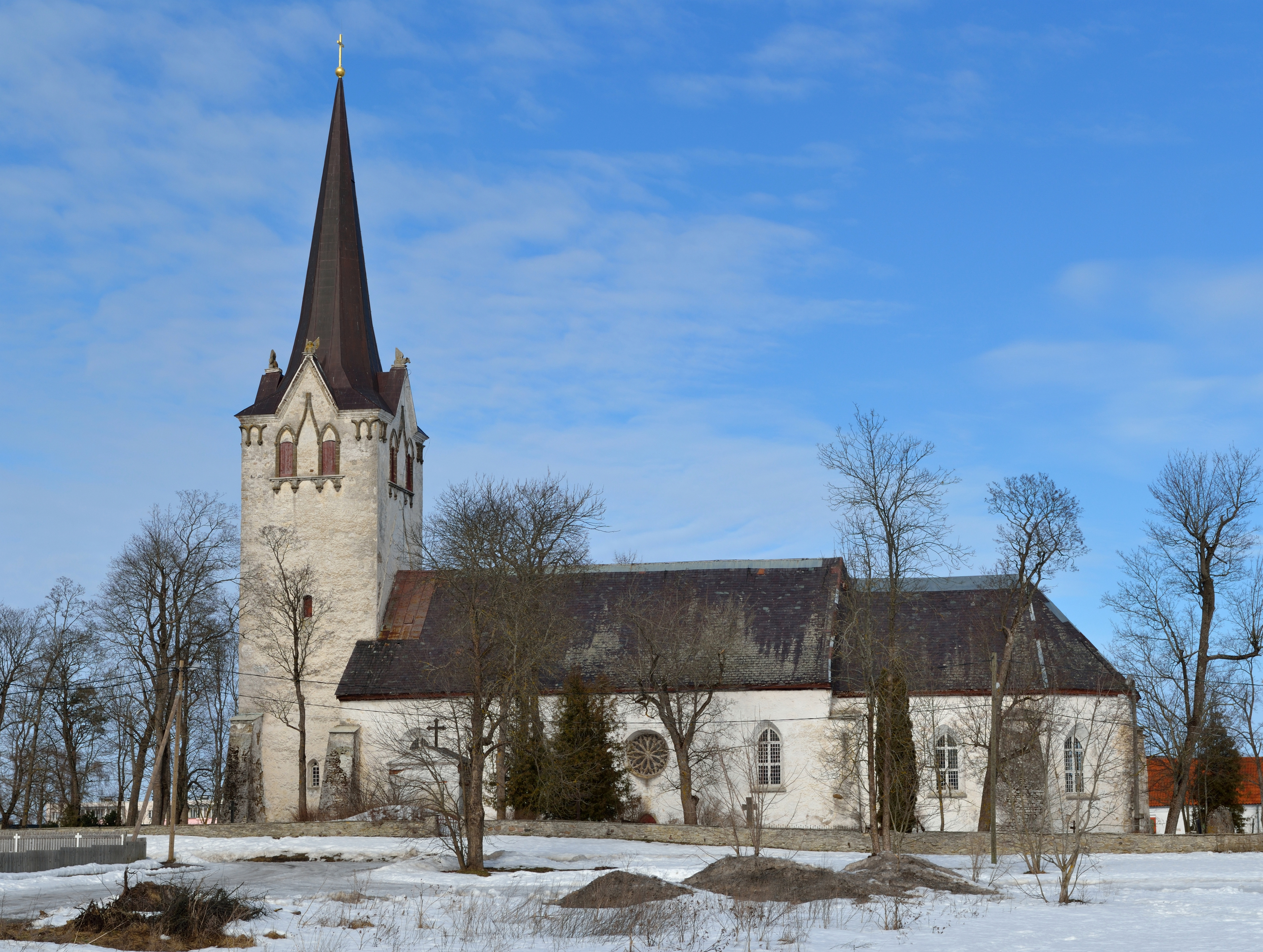
Michaeliskirche
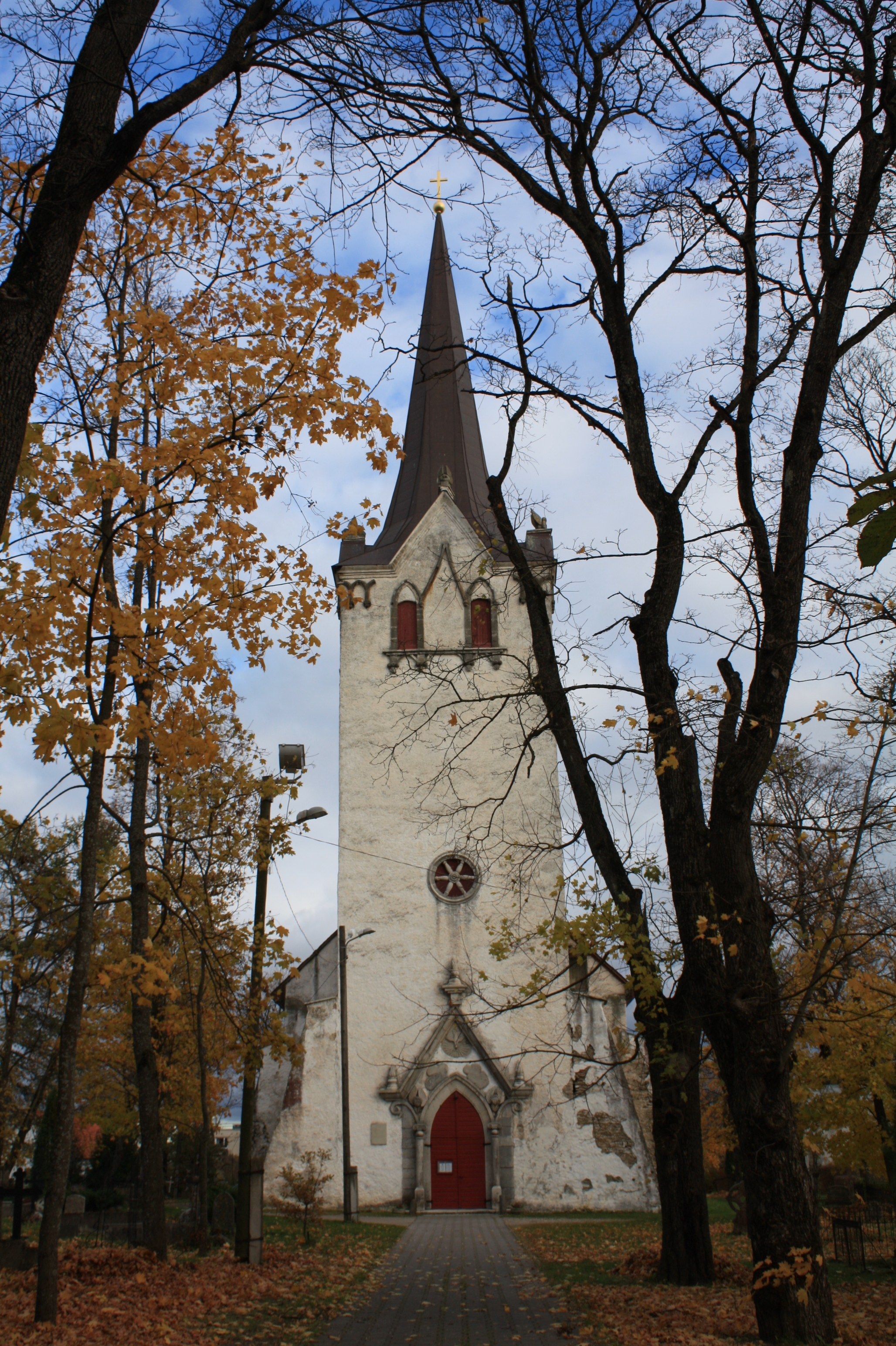
Turm der Michaeliskirche
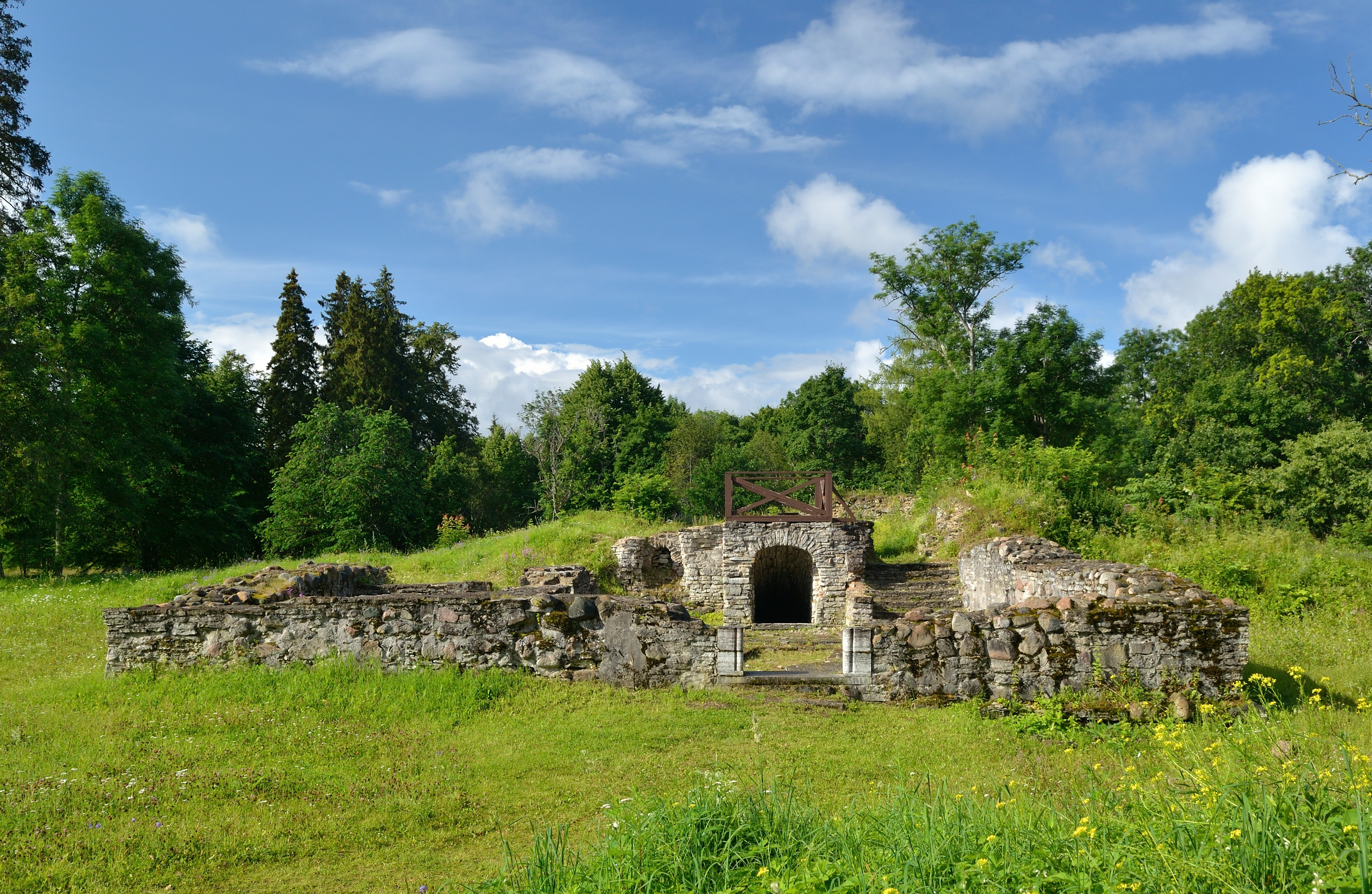
Ruinen der Ordensburg
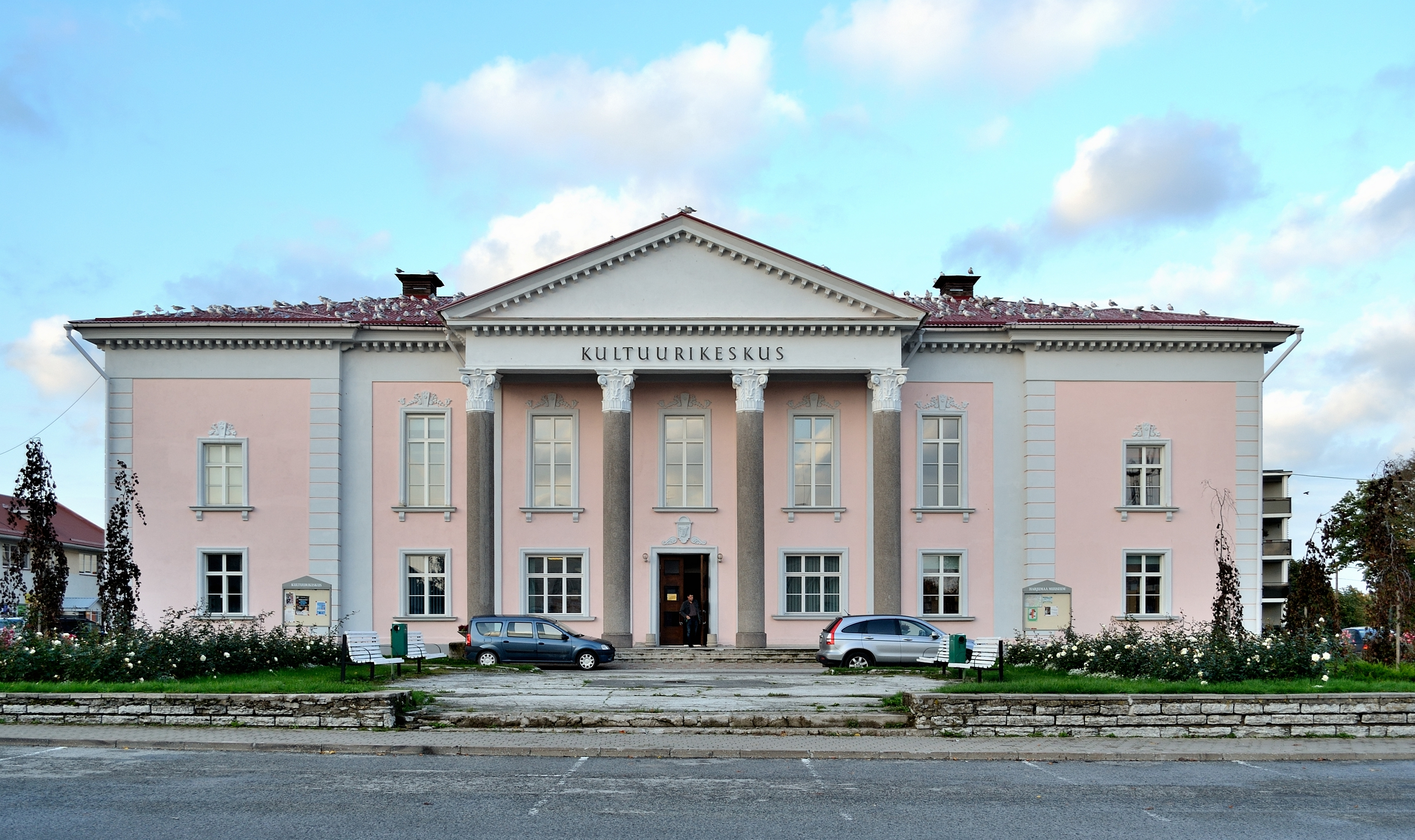
Kulturpalast Keila
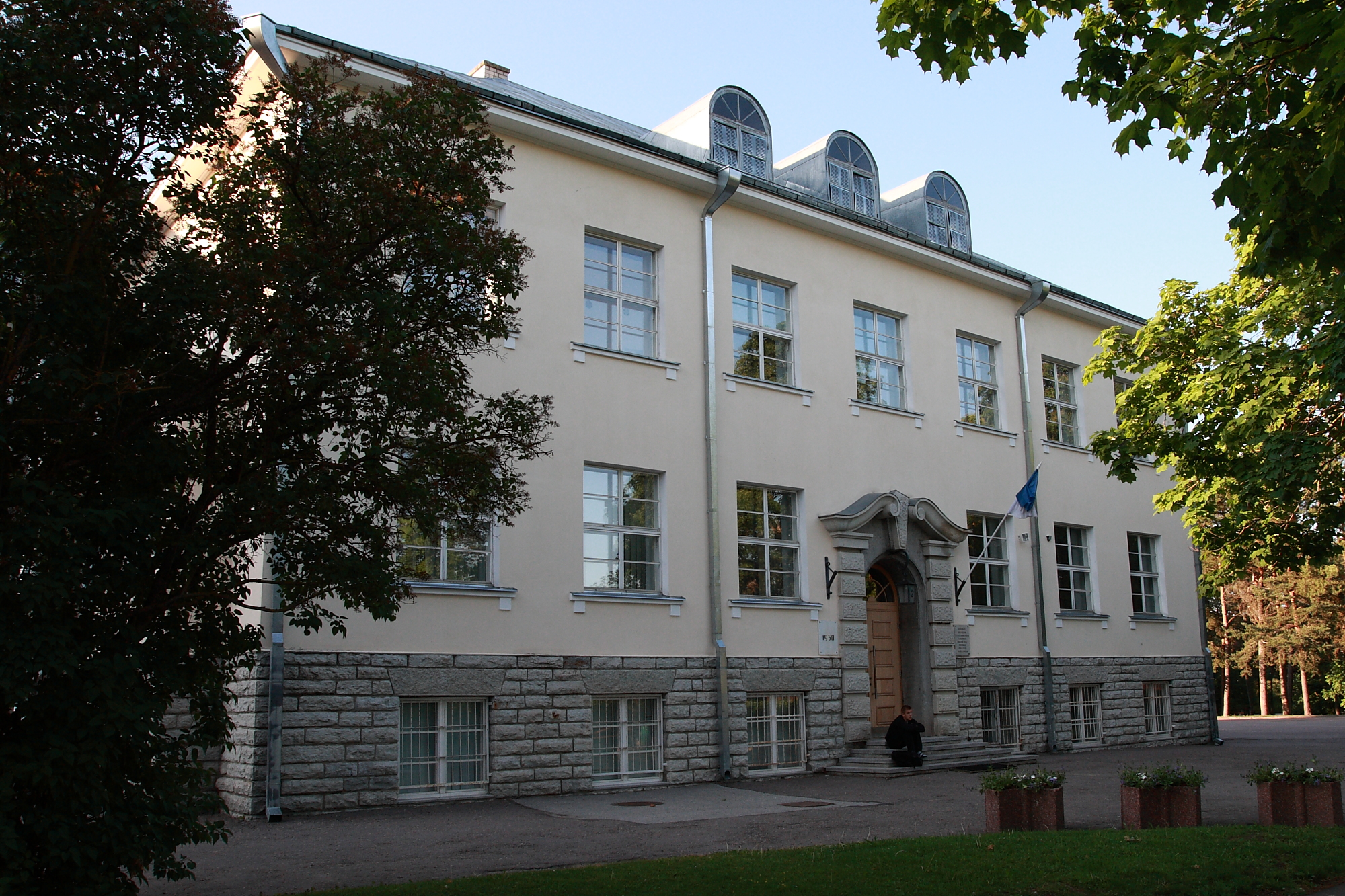
Grundschule
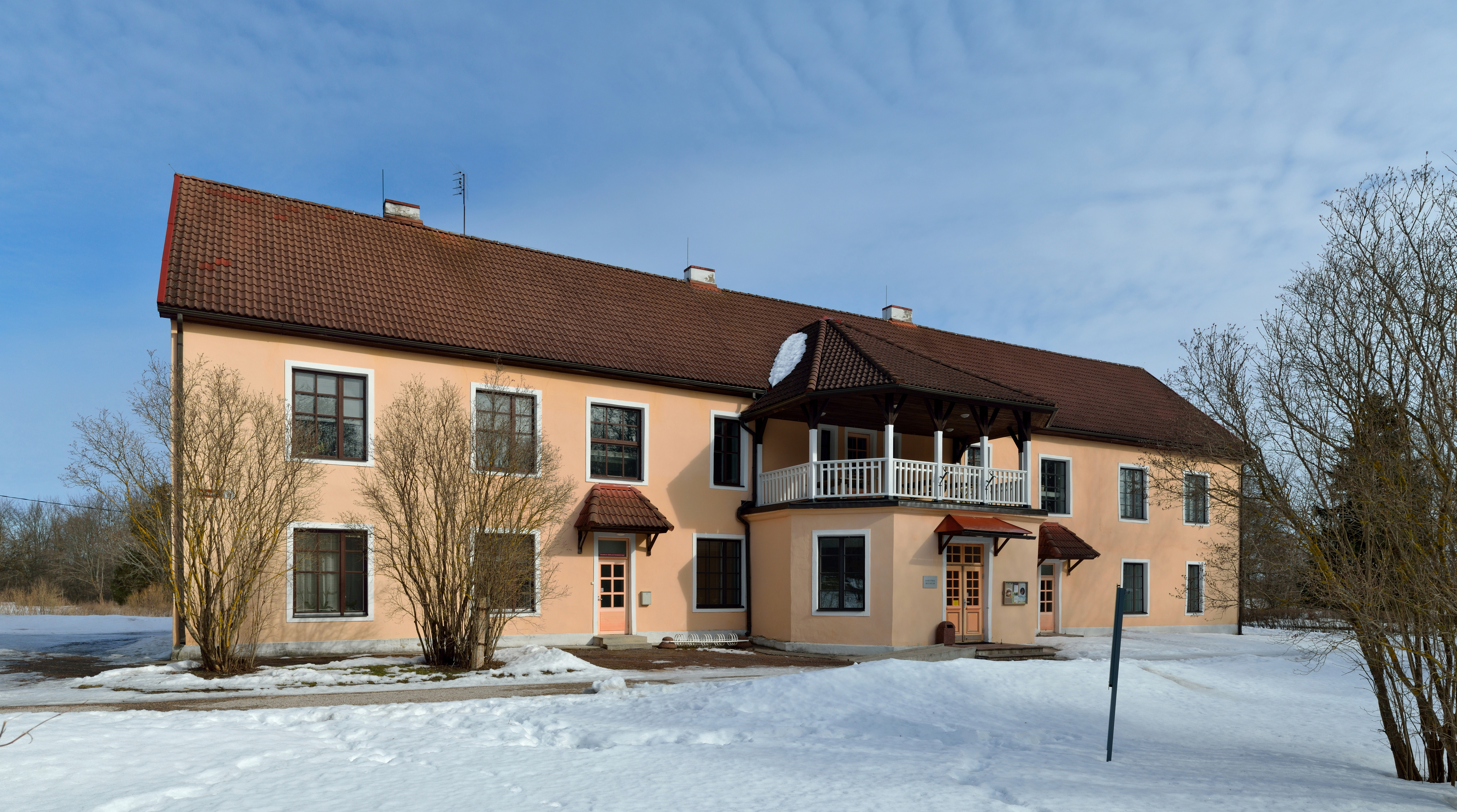
Gutshaus
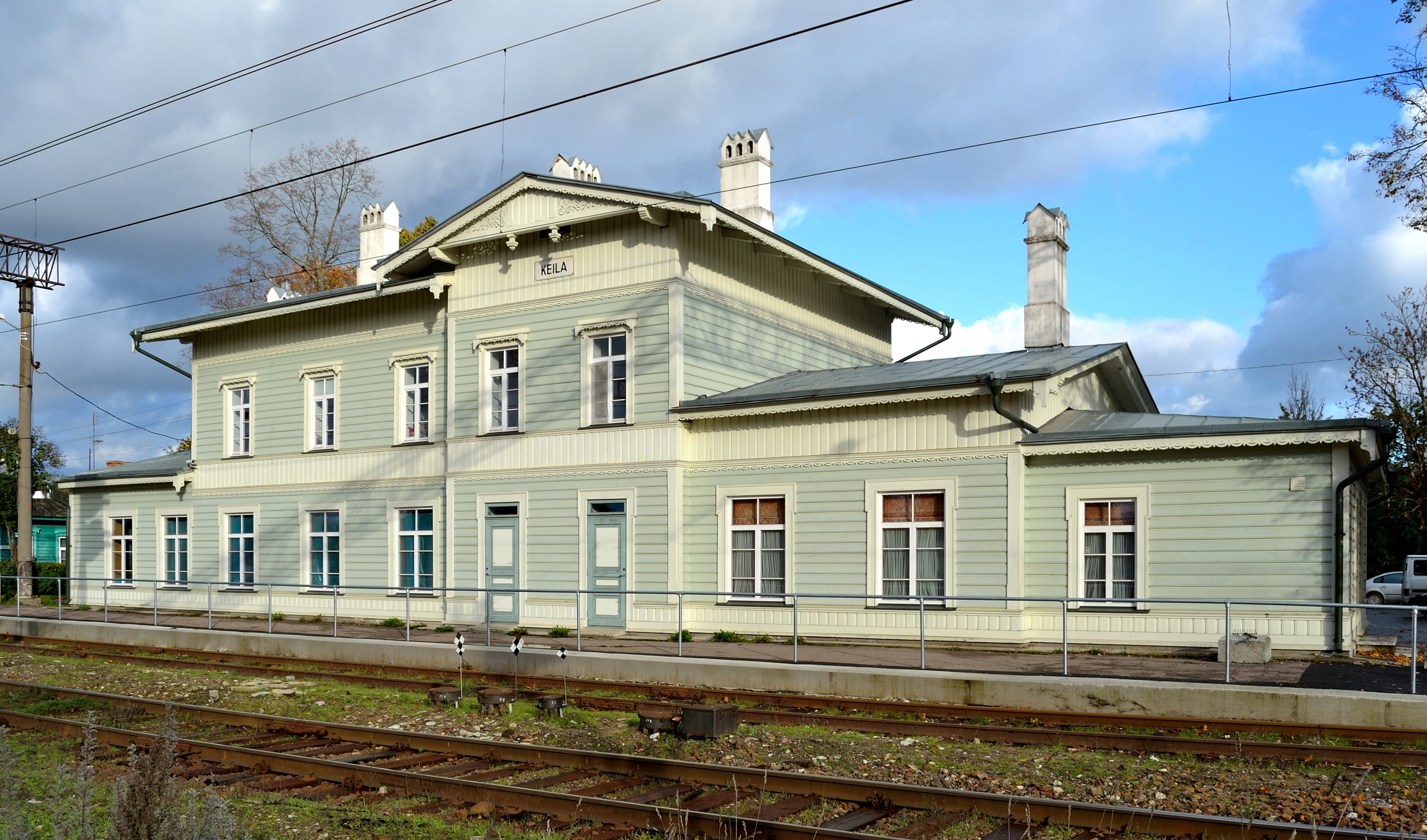
Bahnhof Keila
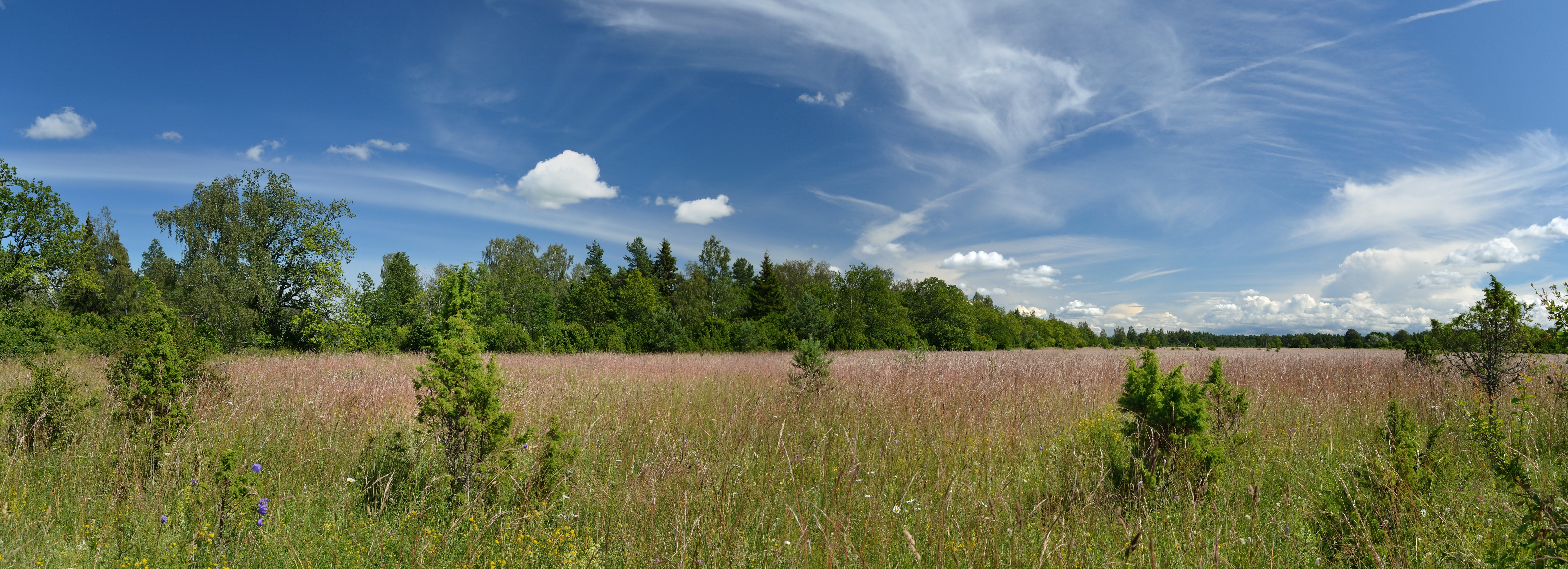
Alvar in Keila
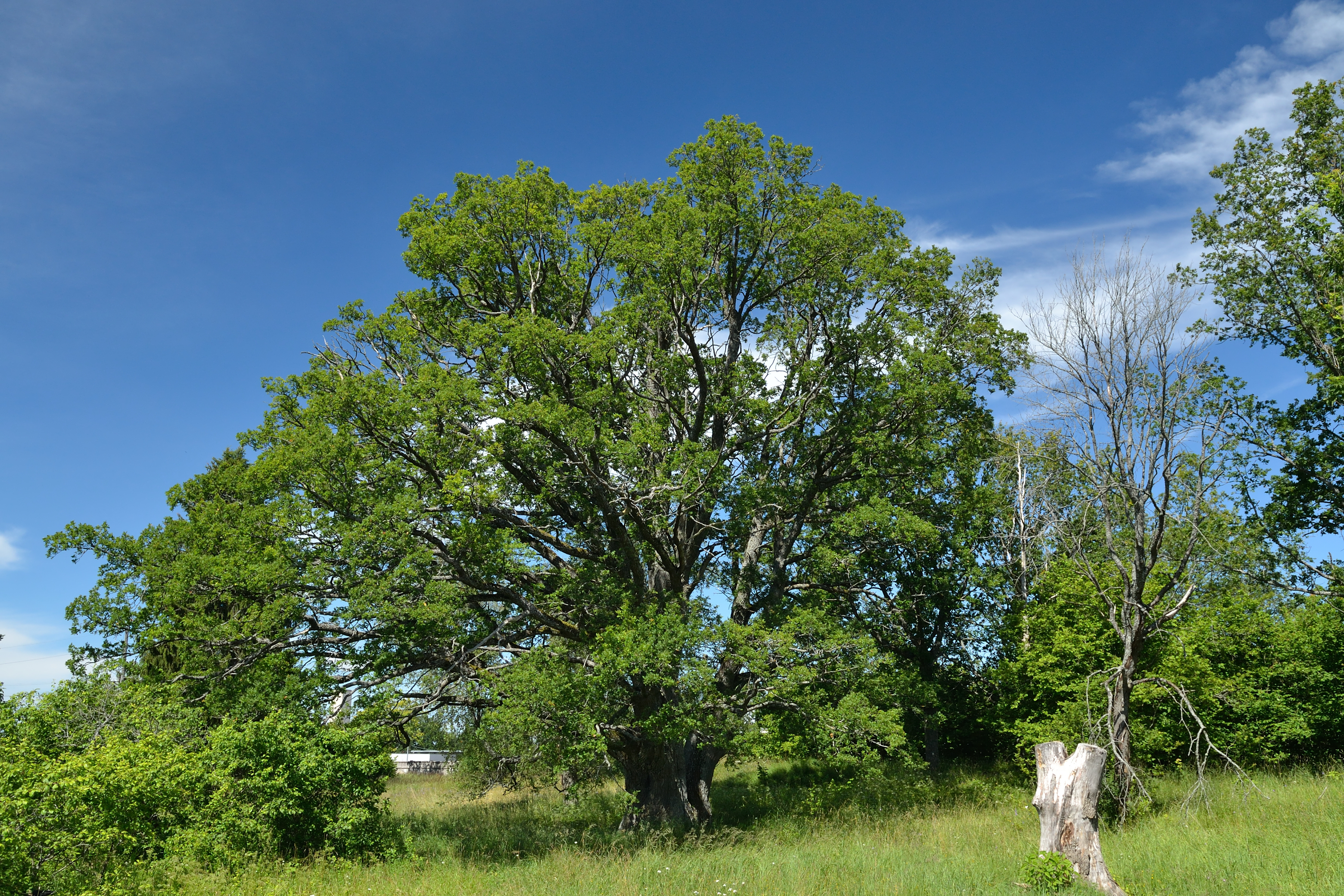
Über 300 Jahre alte Eiche in Keila

## Söhne und Töchter der Stadt
- Otto Reinhold von Holtz (1757–1828), deutschbaltischer Pastor, Literat und Übersetzer
- Oskar Üpraus (1898–1968), Fußballnationalspieler
- Tarmo Leinatamm (1957–2014), Dirigent, Politiker und Comedian
- Reeli Reinaus (* 1977), Schriftstellerin und Kinder- und Jugendbuchautorin